# NASCAR Heat 2002
NASCAR Heat 2002 est un jeu vidéo de course développé par Monster Games et édité par Infogrames, sorti en 2001 sur PlayStation 2, Xbox et Game Boy Advance.